# Ratusz w Miasteczku Śląskim
Ratusz w Miasteczku Śląskim – zabytkowy (figurujący w gminnej ewidencji zabytków ) budynek znajdujący się w Miasteczku Śląskim, przy zachodniej pierzei Rynku.

## Historia

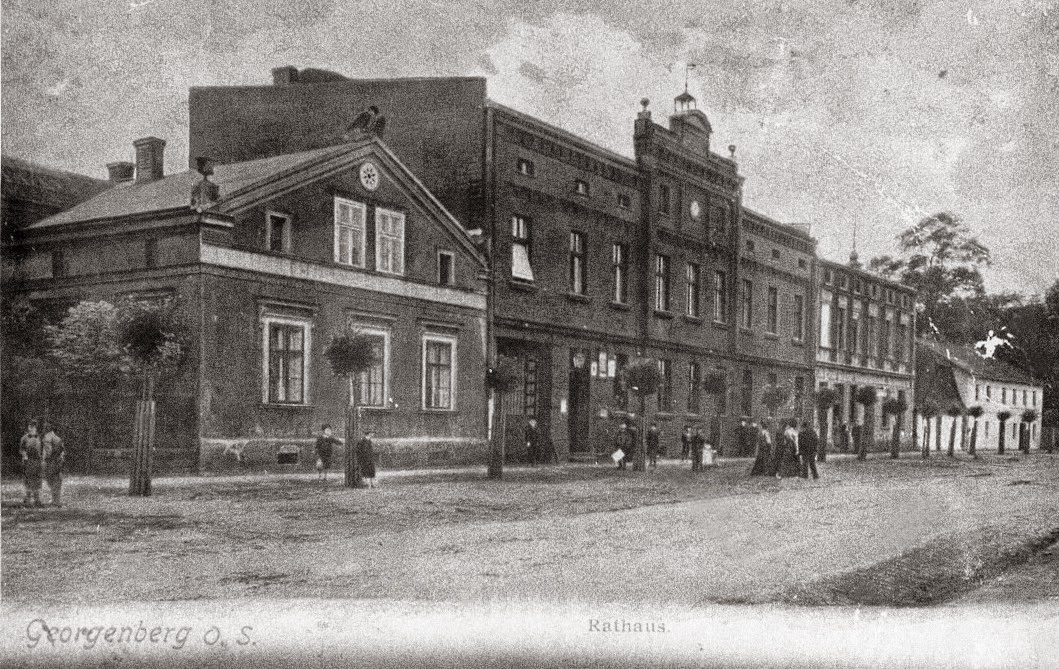
Ratusz w Miasteczku (drugi budynek od lewej) na początku XX wieku

W archiwach brakuje opisów i informacji na temat pierwszego ratusza założonego w 1561 roku Miasteczka Śląskiego (pierwotnie pod nazwą Georgenberg); zdaniem badaczy z Instytutu Tarnogórskiego najprawdopodobniej był to drewniany budynek znajdujący się na którejś z parcel przy Rynku.
Po wojnie trzydziestoletniej splądrowane miasto zaczęło stopniowo podupadać. W XVIII wieku, w wyniku wyczerpania złóż kruszców i upadku górnictwa, Miasteczko zatraciło swój miejski charakter i coraz częściej było określane mianem Marktflecken – osady targowej – np. w spisie wsi Franza A. Zimmermanna zawartym w Beiträge zur Beschreibung von Schlesien z 1783 roku. Taki stan rzeczy został prawnie usankcjonowany w 1808 roku, kiedy to wydano pruską ordynację miast, w poczcie których Miasteczko się nie znalazło, stając się gminą wiejską z zarządem gminy (Gemeindevorstand). Paradoksalnie była to jednak sytuacja korzystna z punktu widzenia miejscowych obywateli, gdyż jako mieszkańcy gminy wiejskiej płacili mniejsze podatki. Jednocześnie, zgodnie z wieloletnią tradycją, na czele Miasteczka wciąż stał burmistrz.
15 stycznia 1866 roku rząd Prus nadał Miasteczku statut miasta na podstawie nowej ordynacji miejskiej z 1853 roku. W miejsce zarządu gminy wrócił magistrat, wtedy też zaistniała potrzeba stworzenia przestronnej siedziby dla władz miasta. Udało się to dopiero w 1900 roku, kiedy to zakupiono od Rudolfa Pringsheima masywny dom z okazałym szczytem wzniesiony ok. 1890 roku, położony przy zachodniej pierzei miasteczkowskiego rynku.
W 1945 roku, pod koniec II wojny światowej lub tuż po jej zakończeniu, budynek magistratu spłonął w nie do końca jasnych okolicznościach. Rok później Miasteczko ponownie utraciło prawa miejskie – aż do 1963 roku. W latach 50. XX w. budynek odbudowano, a w na początku lat 60. – przebudowano.
W 1997 roku na fasadzie ratusza odsłonięto tablicę upamiętniającą Jana Bondkowskiego – działacza narodowego i samorządowego, burmistrza miasta w latach 1920–1922, który był pierwszym polskim burmistrzem na przejętym od Niemiec Górnym Śląsku.
Od 23 kwietnia 2021 roku każdego dnia o godzinie 12:01 z wieży ratusza rozbrzmiewa hejnał skomponowany przez prof. dr. hab. Stanisława Dziewiora z okazji 460. rocznicy pierwszego nadania Miasteczku Śląskiemu praw miejskich .
Budynek był remontowany w latach 1995 oraz 2019  .

## Architektura
Budynek trzykondygnacyjny, z wysuniętą przed elewację czworoboczną wieżą o rozszerzonych węgłach i z półkolistymi arkadami. Jej górna część jest węższa, ze ściętymi narożnikami, zwieńczona kopulastym hełmem z latarnią i iglicą. Od strony frontowej wieży znajduje się balkon wsparty na kroksztynach.

## Galeria

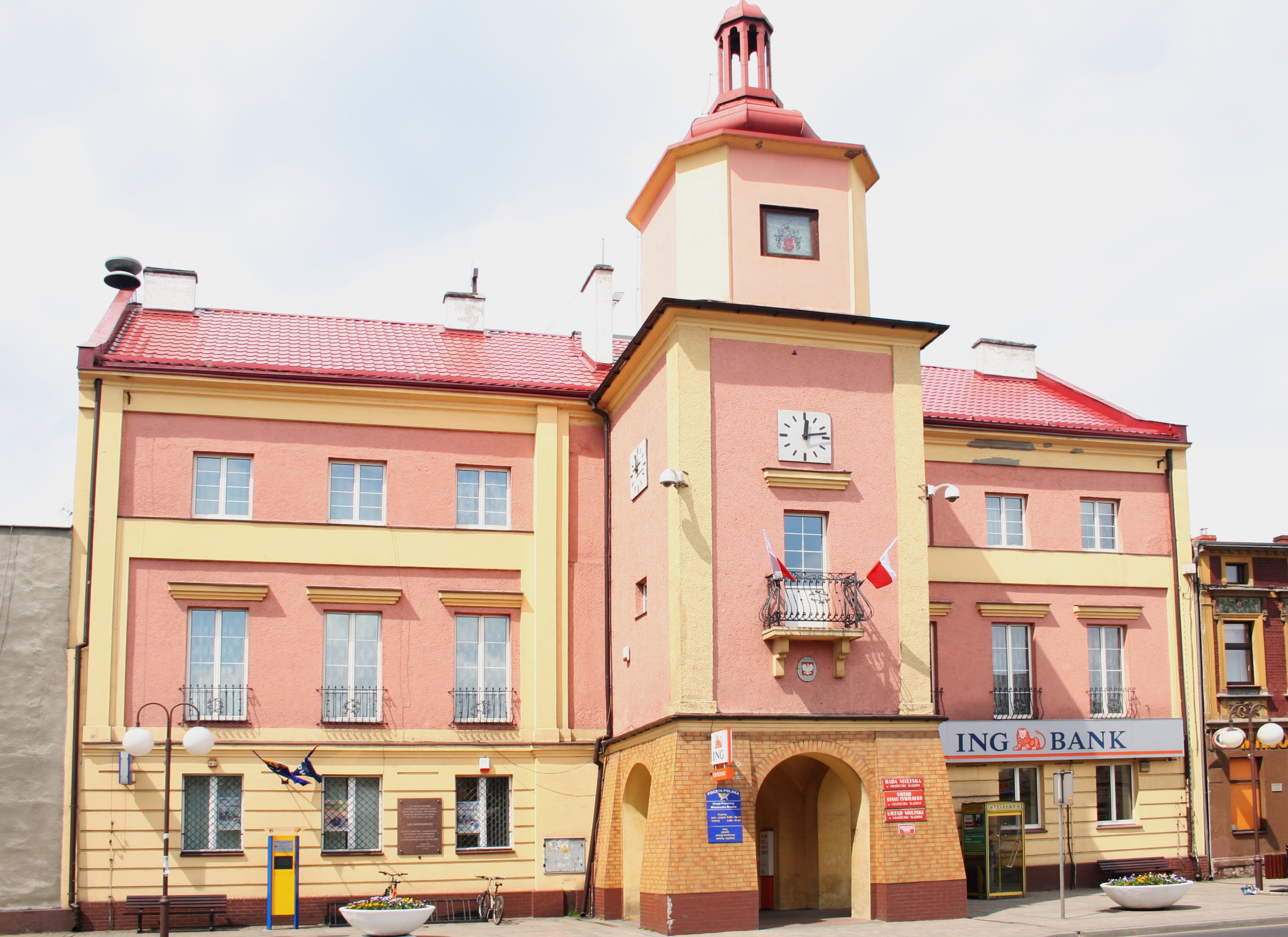
Ratusz w 2008 roku
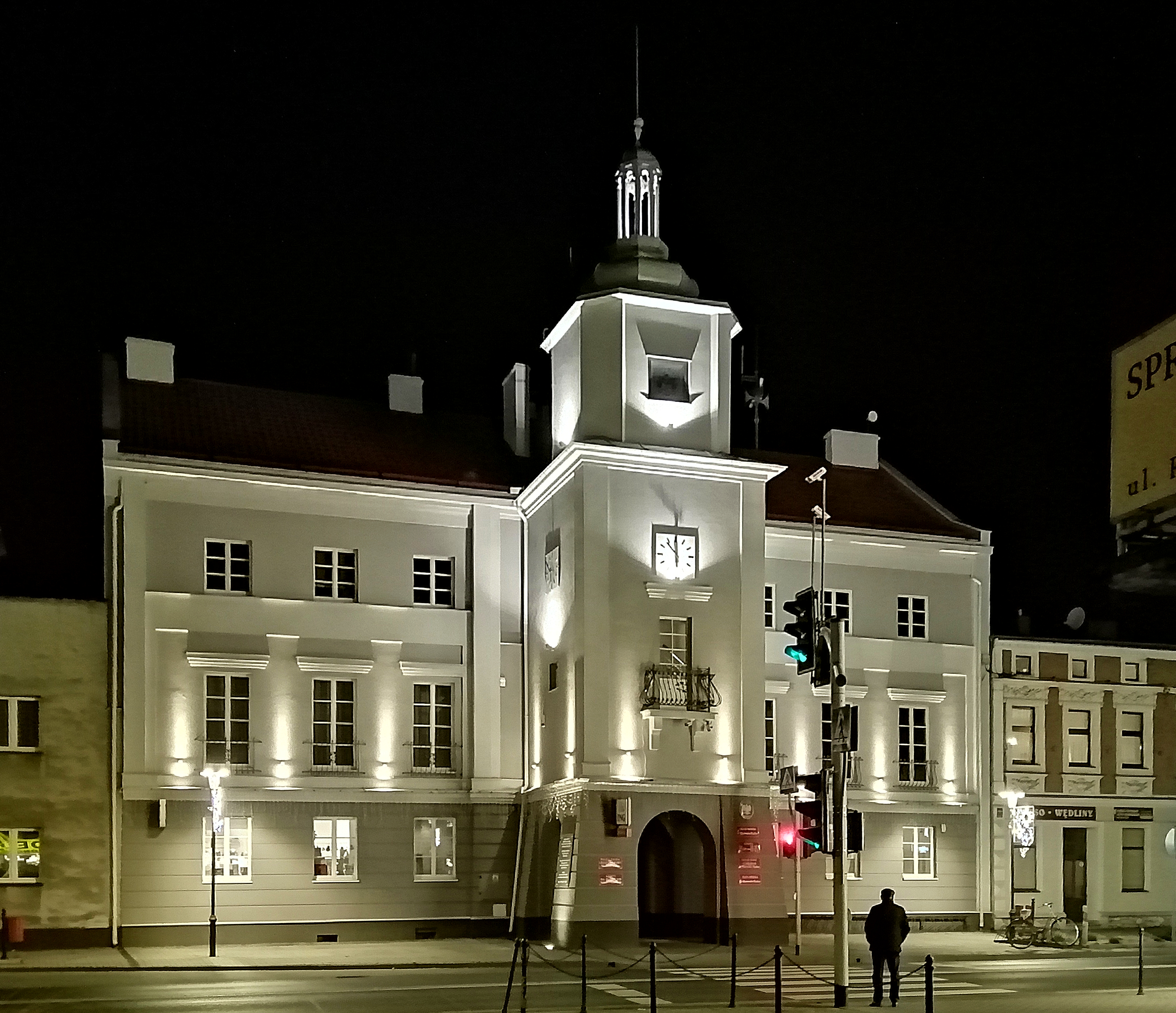
Ratusz widziany nocą (zdj. 2021)
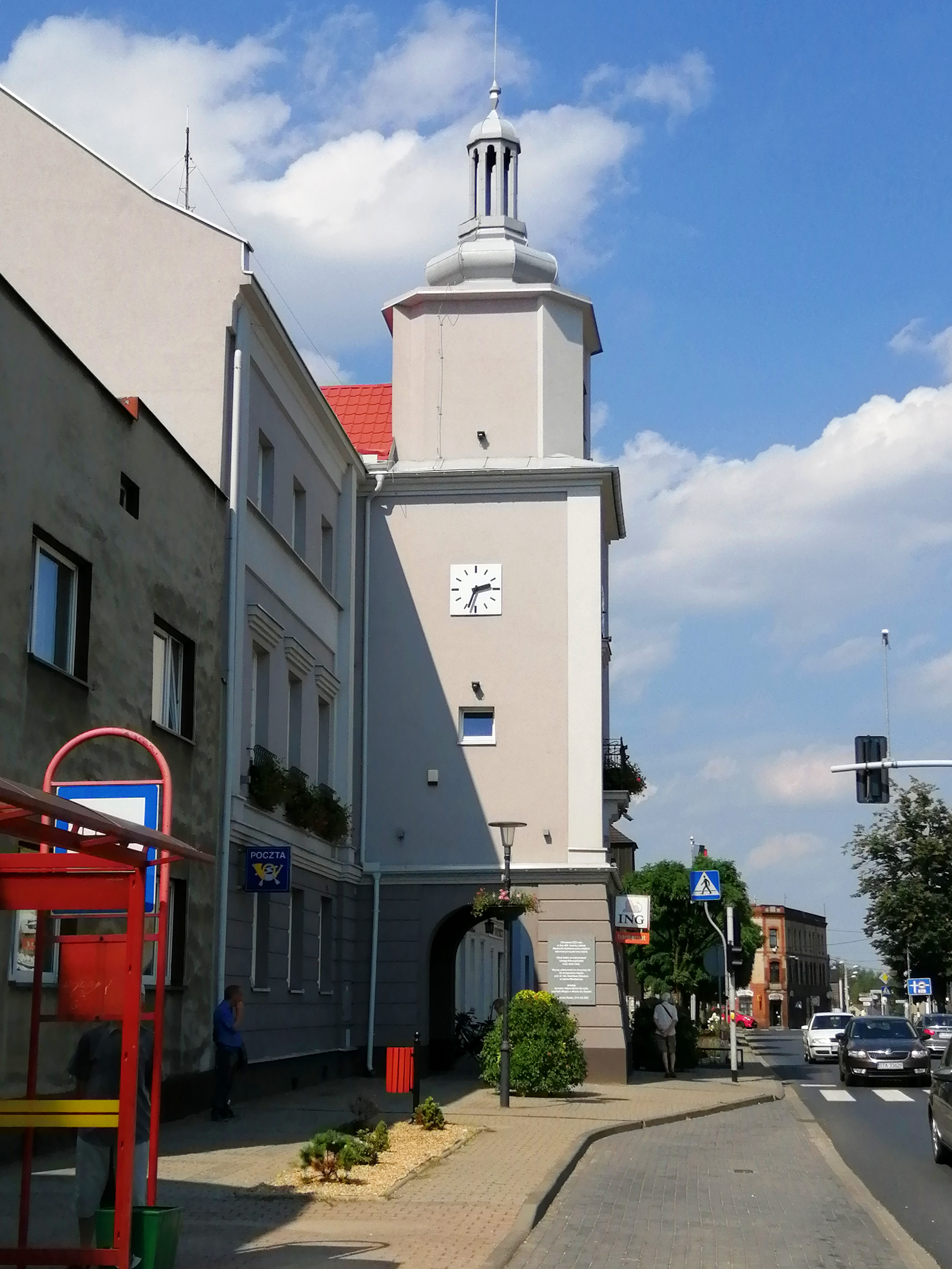
Wieża miasteczkowskiego ratusza widziana od strony południowej (zdj. 2021)
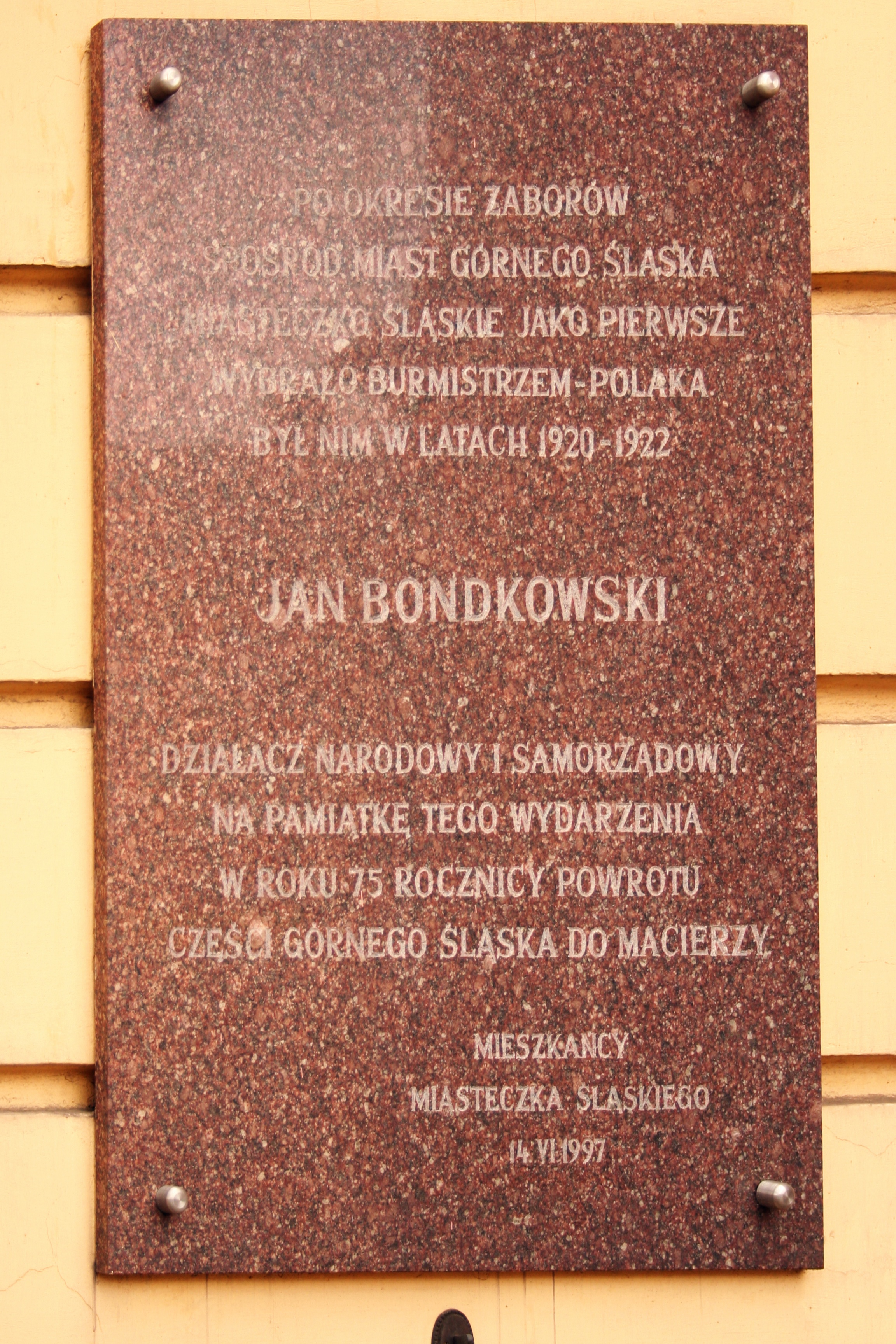
Tablica z 1997 roku upamiętniająca burmistrza Jana Bondkowskiego (zdj. 2008)
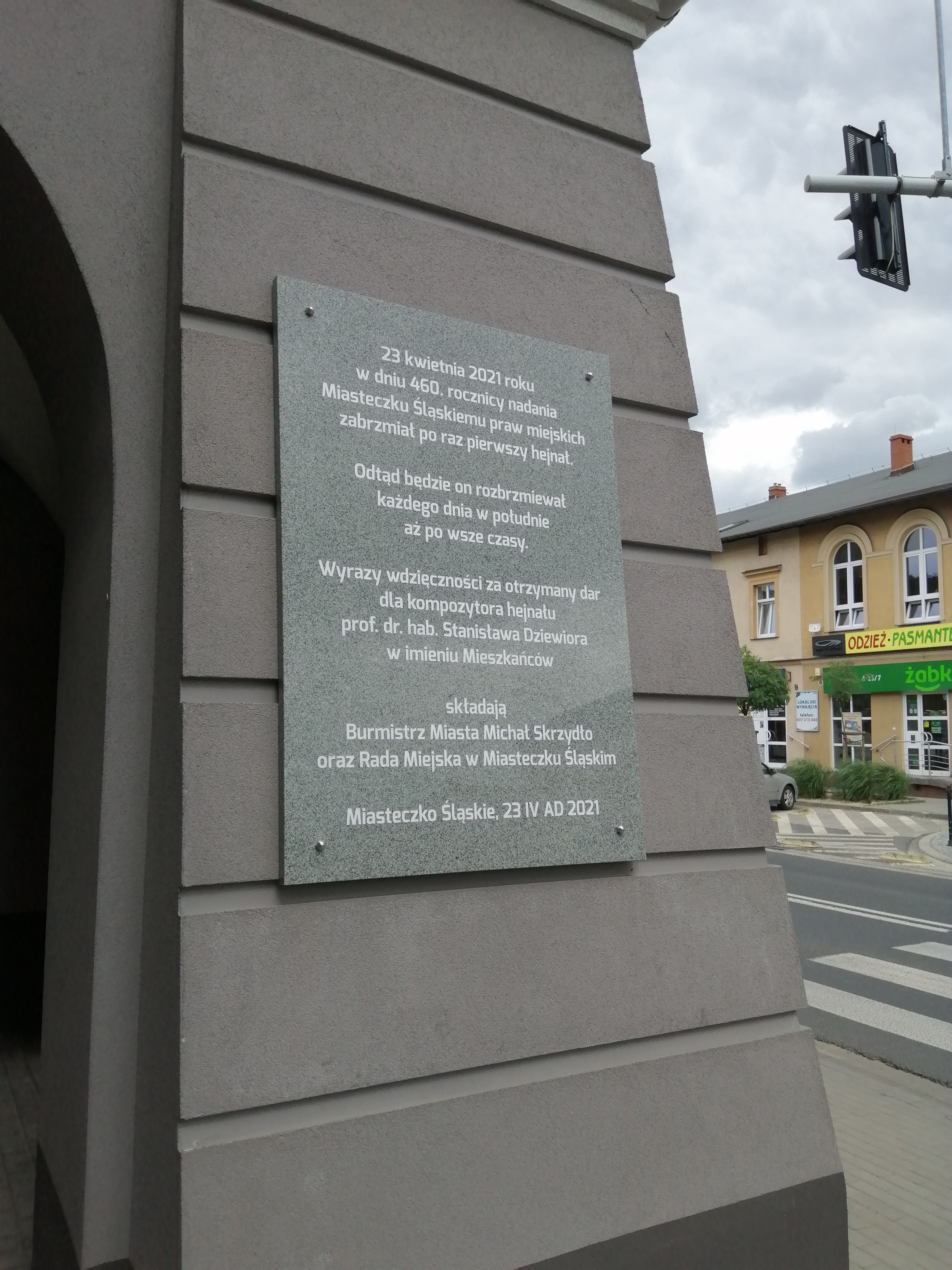
Tablica z 2021 roku upamiętniająca nadanie miastu hejnału (zdj. 2021)